# Chigi-váza
A Chigi-váza i. e. 640 körül Korinthoszban készült olpé (kerek szájú kancsó). Később etruszk területre szállították, onnan került elő. Nevét Mario Chigiről kapta, akinek Veii-i birtokán egy halomsírban megtalálták.
A vázára jellemző a színek (vörösök, barnák és fehér) szabad használata. A protokorinthoszi olpékon, köztük a Chigi-vázán is az eddig hagyományosnak számító állatábrázolások másodlagossá válnak. A dekorációt a váza testén körbefutó frízek formájában helyezték el. Alsó részén a felfelé mutató sugaras dísz hegyes lótuszvirágra emlékeztet, amely sok keleti és egyiptomi váza alját is díszíti. Az edény nyakán lótuszvirágokat és palmettákat ábrázoló fríz fut körbe.
Az i. e. 7. század közepén készült vázákra jellemző, hogy egyre több emberalakos jelenetet ábrázoltak rajtuk, főleg csatajeleneteket, amelyek az akkor újnak számító hoplita harcmodort mutatják be. A bronzvértes hoplita katonák aulosz (kettős fuvola) hangjára közelítenek egymáshoz a csatában. A Chigi-vázán található az újfajta haditechnika, a falanx (a gyalogság zárt sorokba rendezése a csatatéren) alkalmazásának első ábrázolása. A felső sávban a hopliták csatája, az alatta lévőn kocsik és lovasok felvonulása, oroszlánvadászat és Parisz ítélete látható. A váza darabokban került elő, egyes részei hiányoznak, így az utolsó jelenet csak a feliratok alapján azonosítható.
A legalsó sávban nyúlvadászat látható. Az alakok egy részét csoportokban, egymást részben elfedve ábrázolta a festő, aki így próbálta térhatás látszatát kelteni. A művész nagy figyelmet fordított a harcosok gazdagon díszített pajzsának művészi megjelenítésére. A Chigi-vázát jelenleg Rómában a Museo Etrusco di Villa Giuliában őrzik.  